# Ministro de Transporte de Israel
El Ministro de Transporte de Israel (en hebreo: שר התחבורה והבטיחות בדרכים, Sar HaTakhbura veHaBetikhut BeDerekhim, literalmente Ministro de Transporte y Seguridad Vial) es el jefe del Ministerio de Transporte en Israel. Un puesto relativamente de poca importancia en el gabinete israelí, que se suele dar a los partidos más pequeños en los que rigen coaliciones, sin embargo, ha habido un Ministro de Transporte en cada gobierno israelí hasta la fecha. Yisrael Katz, del Likud, es el actual ministro.
Tres primeros ministros (David Ben-Gurión, Menahem Begin y Ariel Sharón) han sido ministros de transportes estando en el cargo de primer ministro, aunque solo por periodos cortos de tiempo; mientras que tres ministros de Transporte (Ezer Weizman, Moshé Katsav y Shimon Peres), se han hecho presidentes. 
En contadas ocasiones ha habido un Viceministro de Transporte.

## Lista de Ministros de Transporte Israelíes
| Ministro            | Partido             | Fechas de oficio         |
| ------------------- | ------------------- | ------------------------ |
| David Remez         | Mapai               | 14/05/1948 - 01/11/1950  |
| Dov Yosef           | Mapai               | 01/11/1950 - 08/10/1951  |
| David-Zvi Pinkas 1  | Mizrahi             | 08/10/1951 - 14/08/1952  |
| David Ben-Gurión 2  | Mapai               | 14/08/1952 - 24/12/1952  |
| Yosef Serlin        | Generales Sionistas | 24/12/1952 - 29/12/1953  |
| Yosef Sapir         | Generales Sionistas | 29/12/1953 - 29/06/1955  |
| Zalman Aran         | Mapai               | 29/06/1955 - 03/11/1955  |
| Moshe Carmel        | Laborista           | 03/11/1955 - 17/12/1959  |
| Yitzhak Ben-Aharon  | Laborista           | 17/12/1959 - 28/5/1962   |
| Israel Bar-Yehuda 1 | Laborista           | 28/05/1962 - 04/05/1965  |
| Moshe Carmel        | Laborista/Alignment | 30/05/1965 - 15/12/1969  |
| Ezer Weizman        | Alignment           | 15/12/1969 - 06/08/1970  |
| Shimon Peres        | Alignment           | 01/09/1970 - 10/03/1974  |
| Aharon Yariv        | Alignment           | 10/03/1974 - 03/06/1974  |
| Gad Yaacobi         | Alignment           | 03/06/1974 - 20/6/1977   |
| Menahem Begin 2     | Likud               | 20/06/1977 - 24/10/1977  |
| Meir Amit           | MDC                 | 20/06/1977 - 15/09/1978  |
| Haim Landau         | Likud               | 15/01/1979 - 05/08/1981  |
| Haim Corfo          | Likud               | 05/08/1981 - 22/12/1988  |
| Moshé Katsav        | Likud               | 22/12/1988 - 13/07/1992  |
| Israel Kessar       | Laborista           | 13/7/1992 - 18/6/1996    |
| Yitzhak Levy        | Nacional Religioso  | 18/06/1996 - 25/02/1998  |
| Shaul Yahalom       | Nacional Religioso  | 25/02/1998 - 06/07/1999  |
| Yitzhak Mordechai   | Central             | 06/07/1999 - 30/05/2000  |
| Amnon Lipkin-Shahak | Central             | 11/10/2000 - 07/03/2001  |
| Efraim Sneh         | Laborista           | 07/03/2001 - 02/11/2002  |
| Ariel Sharón 2      | Likud               | 02/11/2002 - 15/12/2002  |
| Tzaji Hanegbi       | Likud               | 15/12/2002 - 28/02/2003  |
| Avigdor Lieberman   | Unión Nacional      | 28/02/2003 - 06/06/2004  |
| Meir Sheetrit       | Likud               | 31/08/2004 - 04/05/2006  |
| Shaul Mofaz         | Kadima              | 04/05/2006 - 31/03/2009  |
| Yisrael Katz        | Likud               | 31/03/2009 - En el cargo |

1 Muerto en oficio
2 Sirviendo también como Primer ministro

### Viceministros
| Viceministro     | Partido                                           | Fechas de oficio        |
| ---------------- | ------------------------------------------------- | ----------------------- |
| Reuven Sheri     | Mapai                                             | 02/04/1951 - 08/10/1951 |
| Gad Yaacobi      | Alignment                                         | 02/11/1972 - 10/03/1974 |
| David Shiffman 1 | Likud                                             | 11/08/1981 - 18/10/1982 |
| Pinhas Goldstein | Neoliberalista                                    | 02/7/1990 - 20/11/1990  |
| Efraim Gur       | Unidad para la Paz y la Inmigración Israelí/Likud | 20/11/1990 - 13/07/1992 |
| Avraham Yehezkel | Laborista                                         | 07/03/2001 - 02/11/2002 |
| Sofa Landver     | Laborista                                         | 12/08/2002 - 02/11/2002 |
| Shmuel Halpert   | Agudat Israel                                     | 30/03/2005 - 04/05/2006 |

1 Muerto en oficio